# Andrea Pasquali
Andrea Pasquali (Firenze, 1496 – Firenze, ottobre 1572) è stato un medico italiano, attivo nella Firenze medicea. Archiatra del duca Alessandro de' Medici e del duca Cosimo I, fu membro dell'Accademia Fiorentina, dal 1552 al 1564 console dell'Arte dei Medici e Speziali, e per due volte, nel 1532 e nel 1546, membro dei Dodici buonomini.

## Biografia
Nato a Firenze nel 1496, appartenne alla nobile famiglia fiorentina dei Pasquali, la cui presenza a Firenze è attestata nella prima metà del Trecento con Tommaso e Francesco figli di Pasquale.
Andrea Pasquali, tra il 1510 e il 1516, fu lettore di medicina e filosofia nell'Università di Bologna, di Ferrara e di Padova. Tornato a Firenze, iniziò l'attività di medico prestando servizio nell'ospedale di Santa Maria Nuova. A Firenze diventò presto un medico stimato e apprezzato. Divenne così medico di corte, l'archiatra ducale sotto Alessandro de' Medici, e dopo la morte di quest'ultimo, sotto il duca Cosimo I, ruolo che contribuì considerevolmente ad accrescere la sua fama. Scrisse anche alcune opere di medicina che non sono tuttavia arrivate fino a noi.
Cosimo lo volle nell'Accademia Fiorentina, ed è grazie alla stima e alla benevolenza del Granduca che Andrea Pasquali poté costruire la sua fortuna e quello della sua famiglia. Il patrimonio familiare, cresciuto in maniera significativa sotto Andrea, comprendeva infatti in quegli anni oltre alcune proprietà in Toscana (vedi per esempio il Palazzo Pasquali di via de' Rondinelli) anche beni fuori dai territori fiorentini, a Roma e persino a Napoli. Amico di Paolo Giovio, Aldo Manuzio, Benedetto Varchi e Bernardo Davanzati, ebbe dal Vasari una pala dipinta per l'altare di famiglia in Santa Maria Novella. Per lui il pittore Francesco di Cristofano detto il Franciabigio dipinse una tela di soggetto anatomico, come racconta lo stesso Vasari nel suo "Vite de' più eccellenti pittori, scultori, architetti":
(Giorgio Vasari, Vite de' più eccellenti pittori scultori e architetti, Tomo sesto, p. 326)
Ottenuta l'approvazione nel 1532 per rivestire incarichi pubblici, per Andrea Pasquali si aprì così la strada della carriera pubblica, che tuttavia non prevalse mai su quella medica. Nello stesso anno venne eletto fra i Dodici Buonomini, uno dei più importanti organi consultivi della signoria medicea, mentre nel 1536 fece parte dei Conservatori di legge, alta magistratura fiorentina. Nel 1546 venne scelto per la seconda volta come membro dei Dodici Buonomini, nel 1549 venne eletto negli Otto di Pratica, magistratura fiorentina che si occupava delle questioni diplomatiche, nel 1554 diventò membro dei Capitani di Parte Guelfa, e dal 1552 al 1564 fu console dell'Arte dei Medici e Speziali.
Messer Andrea Pasquali si spense nell'ottobre 1572 a Firenze, e venne sepolto in Santa Maria Novella « ove il 21 di quel mese, come apparisce nel libro dei morti di quella chiesa, gli furono tributati magnifici funerali ».
Il figlio primogenito Cosimo Pasquali (1549-1624) sposò Elisabetta Capponi, figlia di Girolamo Capponi, venne eletto tra i membri dei Dodici Buonomini, e nel 1610 entrò nel Consiglio dei Duecento. Mentre la figlia Leonora Pasquali sposò nel 1573 Lorenzo di Piero di Alessandro Altoviti (1523-1593).